# 日比野浩典
日比野 浩典（ひびの ひろのり）は、日本の工学者。工学博士(法政大学)。日本大学経済学部教授。

## 略歴・人物
東京理科大学工学部を卒業後、トヨタグループにおいて自動車操舵装置の開発研究を行い、東京農工大学大学院客員教授、スイス連邦工科大学客員教授、東京理科大学教授などを務める。法政大学より工学博士号を授与された。

## 著作等

### 単著・共著
- 『事例に学ぶ生産工学コース：GT（グループテクノロジー）』（科学技術振興事業団、2002年）
- 『機械工学 最近の10年の歩み1997-2006:仮想工場の開発技術』（丸善、2007年）
- 『Instrument Engineers' Handbook, Fourth Edition, Volume Three: Process Software and Digital Networks』（CRC Press（Taylor&Francis Group)、2012年）
- 『改訂版 切削・研削・研磨用語辞典』（日本工業出版、2016年）
- 『日本機械学会最近10年のあゆみ（2007-2016）生産システムを取り巻く環境・IoT環境下の生産システム』（一般社団法人 日本機械学会、2017年）

## 専門分野
- 生産工学
- 加工学

## 受賞歴
- IMS成果賞（2002年）
- 日本機械学会生産システム部門部門貢献表彰(2008年）
- IVIつながるものづくりアワード優秀賞（2016年）
- 日本機械学会生産システム部門部門貢献表彰（2018年）